# Meridià 106 a l'oest
El meridià 106 a l'oest de Greenwich és una línia de longitud que s'estén des del pol Nord travessant l'oceà Àrtic, Amèrica del Nord, el Golf de Mèxic, l'oceà Pacífic, l'oceà Antàrtic, i l'Antàrtida fins al pol Sud.
El meridià 106 a l'oest forma un cercle màxim amb el meridià 74 a l'est. Com tots els altres meridians, la seva longitud correspon a una semicircumferència terrestre, uns 20.003,932 km. Al nivell de l'Equador, és a una distància del meridià de Greenwich de 11.800 km.
106° a l'oest és el tercer meridià del Dominion Land Survey al Canadà.

## De Pol a Pol
Començant en el pol Nord i dirigint-se cap al pol Sud, aquest meridià travessa:
| Coordenades                               | País, territori o mar | Notes |
| ----------------------------------------- | --------------------- | --- |
| 90° 0′ N, 106° 0′ O / 90.000°N,106.000°O  | Oceà Àrtic            | |
| 78° 10′ N, 106° 0′ O / 78.167°N,106.000°O | Estret de Maclean     | |
| 77° 45′ N, 106° 0′ O / 77.750°N,106.000°O | Canadà                | Nunavut - Illa Lougheed |
| 77° 41′ N, 106° 0′ O / 77.683°N,106.000°O | Canal de Byam Martin  | |
| 76° 1′ N, 106° 0′ O / 76.017°N,106.000°O  | Canadà                | Nunavut - Illa de Melville |
| 75° 3′ N, 106° 0′ O / 75.050°N,106.000°O  | Canal de Parry        | Canal del Vescomte Melville |
| 73° 44′ N, 106° 0′ O / 73.733°N,106.000°O | Canadà                | Nunavut - Illa de Stefansson, Illa Victòria i les illes Finlayson |
| 69° 6′ N, 106° 0′ O / 69.100°N,106.000°O  | Estret de Dease       | |
| 68° 54′ N, 106° 0′ O / 68.900°N,106.000°O | Canadà                | Nunavut Territoris del Nord-oest - des de 64° 34′ N, 106° 0′ O / 64.567°N,106.000°O Saskatchewan - des de 60° 0′ N, 106° 0′ O / 60.000°N,106.000°O                                                                                               |
| 49° 0′ N, 106° 0′ O / 49.000°N,106.000°O  | Estats Units          | Montana Wyoming - des de 45° 0′ N, 106° 0′ O / 45.000°N,106.000°O Colorado - des de 41° 0′ N, 106° 0′ O / 41.000°N,106.000°O Nou Mèxic - des de 37° 0′ N, 106° 0′ O / 37.000°N,106.000°O Texas - des de 32° 0′ N, 106° 0′ O / 32.000°N,106.000°O |
| 31° 23′ N, 106° 0′ O / 31.383°N,106.000°O | Mèxic                 | Chihuahua Estat de Durango - des de 26° 49′ N, 106° 0′ O / 26.817°N,106.000°O Sinaloa - des de 24° 10′ N, 106° 0′ O / 24.167°N,106.000°O |
| 22° 48′ N, 106° 0′ O / 22.800°N,106.000°O | Oceà Pacífic          | |
| 60° 0′ S, 106° 0′ O / 60.000°S,106.000°O  | Oceà Antàrtic         | |
| 75° 15′ S, 106° 0′ O / 75.250°S,106.000°O | Antàrtida             | Territori no reclamat |